# سولتان حجيبايوف
سولتان إسمعيل أوغلو حجيبايوف (بالأذرية: Soltan Hacıbəyov) - ملحن أذربيجاني و السوفيتي، قائد أوركسترا، أستاز، فنان الشعب في الاتحاد السوفيتي (1973).

## حياته
ولد سولتان حجيبايوف في 8 مايو عام 1919 في مدينة شوشا. في 1930 تخرخ من المدرسة الثانوية لمدة عامين و بعد ذلك إنتقل إلى باكو في 1936 و عاش في عائلة عمه عزير حاجبايوف.
بعد تخرجه المدرسة الثانوية إلتحق مدرسة باكو للموسيقى. بعد دراسته في المدرسة واصل تعليمه في أكاديمية باكو للموسيقى بكلية التلحين في 1939 و تخرج منها في 1946.
بين 1938-1940 عمل كقائد أوركيسترا في مسرح باكو للكوميديا الموسيقية (حاليا مسرح الموسيقي الأكاديمي الحكومي أذربيجاني).
في 1940-1942 رأس سولتان حجيبابوف لفرقة الساز في الجمعية لفيلهارموني أكاديمى لدولة أذربيجان.
سولتان حجيبابوف هو المدير الفني لأوركسترا باكو الفيلهارموني بين 1942-1945، و كان مديره منذ 1947.
منذ 1948 عمل كأستاز، منذ 1965 بروفيسور، و من 1969 مدير معهد أذربيجان الموسيقى(حاليا أكاديمية باكو للموسيقى).
سولتان حجيبابوف كان عضوا في الحزب الشيوعي السوفيتي منذ 1953.
توفي سولتان حجيبابوف في 19 سيبتمبر عام 1974 و دفن زقاق الشرف.
- سولتان حجيبابوف هو ابن شقيق عزير حاجبايوف وزولفوقار حجيبايوف و الشقيق الصغير لممثل مسرحي أذربيجاني عثمان حاجبايوف.

## ذكراه
- سميت مدرسة سومقاييتالموسيقى بإسمه.
- تم تركيب اللوحة التذكرية على جدار المنزلفي باكو الذي عاش فيها سولتان حجيبابوف.

## وصلات خارجية
- سولتان حجيبايوف على موقع IMDb (الإنجليزية)
- سولتان حجيبايوف على موقع ميوزك برينز (الإنجليزية)
- سولتان حجيبايوف على موقع ميوزك برينز (الإنجليزية)
- سولتان حجيبايوف على موقع ميوزك برينز (الإنجليزية)
- سولتان حجيبايوف على موقع ديسكوغز (الإنجليزية)
- https://www.youtube.com/watch?v=c6KnbIo98is

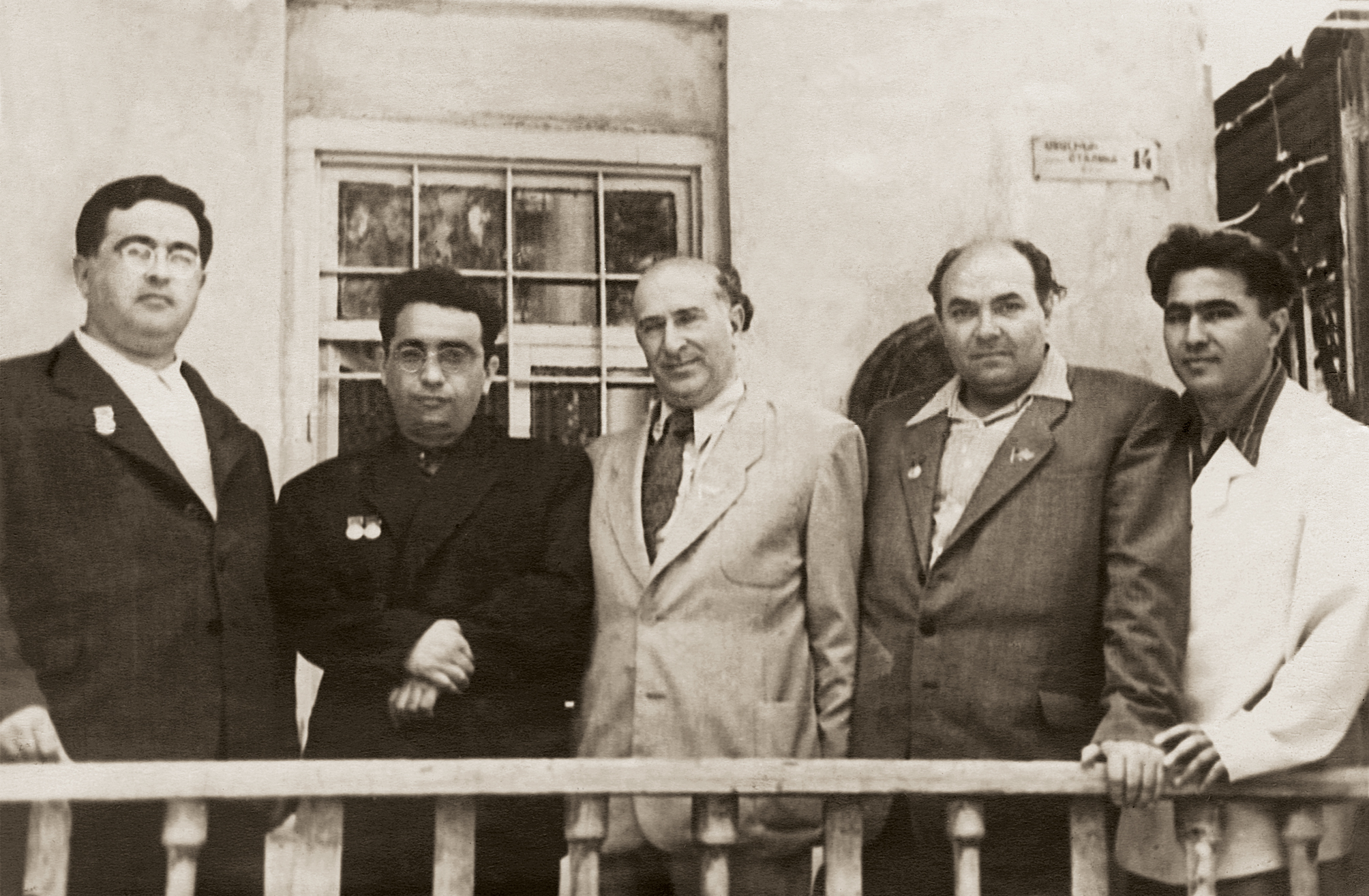
سولتان حجيبابوف مع الملحنين الأذربيجانيين -قار قاراييف، بولبول، سعيد رستاموف، سليمان ألأسغاروف

- https://www.youtube.com/watch?v=u8w9lItR05U